# Quedlinburg
Quedlinburg ([ˈkveːdlɪnbʊrk]) es una ciudad de Alemania, a orillas del río Bode, en el Estado federado de Sajonia-Anhalt. Tiene una población estimada, a fines de 2020, de 23,604 habitantes.
La ciudad cuenta con un conjunto único de más de 2.100 casas de vigas entramadas construidas a lo largo de seis siglos. Se destacan la plaza del mercado, con su Ayuntamiento barroco; el castillo, y la iglesia diocesana, con el tesoro catedralicio. 
Quedlinburg es el principal conjunto de casas de vigas entramadas de Alemania, por lo que el conjunto de Colegiata, castillo y ciudad vieja de Quedlinburg fue declarado por la UNESCO como Patrimonio de la Humanidad en el año 1994.

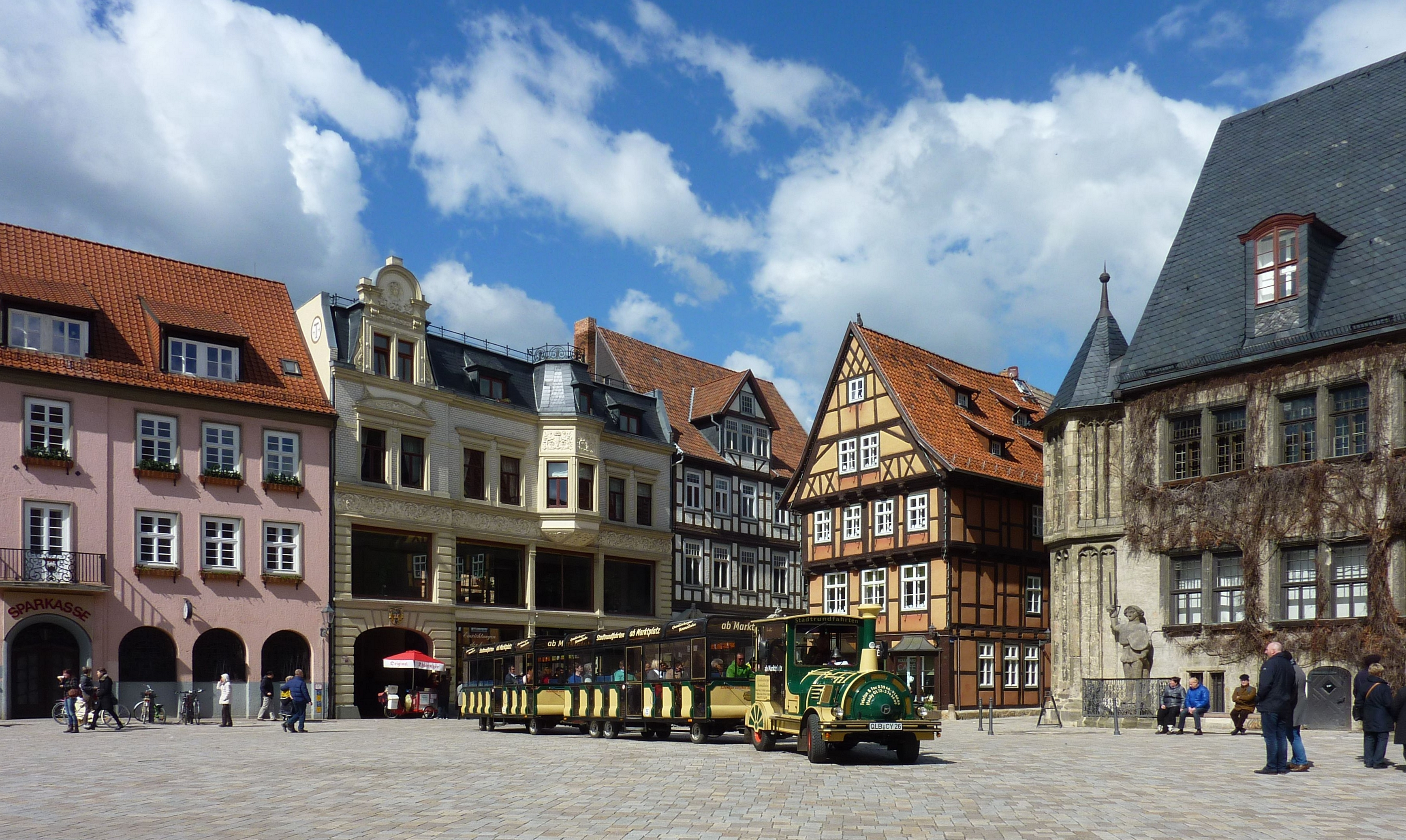
Quedlinburg

## Historia
Los primeros asentamientos humanos datan del Neolítico. Desde entonces, la zona se mantuvo permanentemente habitada y fue mencionada por primera vez en un documento del rey germano Enrique I el 22 de abril de 922, que se encuentra hoy en día en la abadía de Corvey. Tras la muerte de Enrique I, su segunda mujer, Santa Matilde, fundó en 936 en la colina del castillo un convento de monjas, la colegiata de Quedlinburg, como memorial de su marido.
La primera abadesa en el siglo X de este convento fue Matilde, la hija del emperador Otón I y de su mujer Santa Adelaida. Se construyó un palacio imperial, cuyo complejo abarcaba la propia colina, el campo de torneos y la iglesia de San Wiperto. En él tuvo lugar en 973 una reunión de la Dieta en la que el duque Boleslao I de Bohemia y Miecislao I, duque de los polacos, rindieron pleitesía al emperador.
Al norte de este palacio, Otón III coloca en 994 la primera piedra de una ciudad y la dota de mercado y derechos de acuñación de moneda y de aduana. Originalmente construida para impulsar la economía del monasterio, en los siglos posteriores se desarrolló una creciente rivalidad entre la ciudad y el convento.
La ciudad pasó a pertenecer a la Liga de ciudades de Baja Sajonia en 1384 y a la Liga Hanseática en 1426. En 1477 la abadesa resuelve la rivalidad existente a su favor con la fuerza de las armas. Quedlinburg se separa de todas las ligas a las que pertenecía y ha de someterse de forma absoluta. El Roldán, símbolo de la independencia de la ciudad, es derribado.
Durante la Guerra de los Treinta Años se produjo el mayor crecimiento urbano de Quedlinburg. Muchas de las mil doscientas casas de vigas entramadas corresponden a esta época. Entre ellas fue construida la Ständerbau, la casa de este tipo más antigua de Alemania.
Durante el siglo XIX tuvo lugar el desarrollo del cultivo de flores y con ello llegó a la ciudad una cierta bonanza económica. Esta bonanza propició la construcción de una serie de villas en estilo art nouveau.
En 1936 Heinrich Himmler utilizó las iglesias de San Wiperto y San Servasio en la colina del castillo para la bendición de las banderas de las SS. El motivo era la conmemoración de los mil años de la muerte de Enrique I (876-936), de quien Himmler se veía como su reencarnación.
Durante la Segunda Guerra Mundial, la ciudad no sufrió graves daños. No obstante, las autoridades de la RDA no consiguieron evitar el deterioro del patrimonio de la ciudad a pesar de, entre otras medidas, la llegada de restauradores y obreros especializados polacos. Se llegó a considerar la demolición de la ciudad vieja y su reconstrucción en estilo socialista. Sin embargo, el proyecto no prosperó por falta de fondos. A partir de la reunificación en 1990, se han venido invirtiendo importantes sumas en la restauración del conjunto arquitectónico de la ciudad.